# Alketas Panagoulias
Alketas („Alkis”) Panagoulias (în greacă Αλκέτας Παναγούλιας, n. 30 mai 1934, Salonic, Grecia – d. 18 iunie 2012, Virginia, SUA) a fost un jucător și antrenor grec de fotbal. El a condus naționala Greciei și pe cea a Statelor Unite ale Americii. A mai fost antrenor al mai multor echipe din Grecia, printre care Aris, echipa din orașul său natal și Olympiakos, cu care a reușit să câștige trei campionate ale Greciei.

## Începutul vieții și al carierei
Alketas s-a născut în Salonic, Grecia, pe 30 mai 1934. Alketas și-a început cariera de fotbalist la Aris Salonic FC din orașul său natal, unde a jucat pe postul de fundaș stânga. După ce a terminat facultatea, s-a mutat în Statele Unite ale Americii, unde a studiat la Universitatea din New York. Acolo, el a jucat între 1962 și 1967 pentru echipa americană Greek American AA (fosta „New York Greek Americans”).

## Cariera de antrenor
După retragerea din cariera de jucător în 1967, Alketas Panagoulias este numit antrenor la aceeași Greek American AA, reușind să câștige din această poziție trei cupe consecutiv în 1967, 1968 și 1969.
S-a întors în Grecia, la Atena, ca antrenor secund al echipei naționale de fotbal a Greciei, avându-l ca principal pe antrenorul nord-irlandez Billy Bingham în 1972. În anul următor, el a devenit antrenorul principal al Echipei naționale de fotbal a Greciei, pe care a antrenat-o între anii 1973 și 1981, inclusiv la prima apariție a Greciei la un Campionat European, Euro 1980, care a avut loc în Italia. Această calificare a fost singura a Greciei la un Campionat European până în 2004, când l-a și câștigat. El a antrenat-o pe Olympiacos C. F. P. între 1981 și 1983, câștigând campionatul în 1982 și 1983.
El s-a întors în Statele Unite pentru a deveni antrenorul principal al naționalei de fotbal a Statelor Unite, echipă pe care a antrenat-o între anii 1983 – 1985 și care își juca meciurile de acasă pe Stadionul RFK din Washington, DC. El a servit ca antrenor principal al echipei olimpice de fotbal a Statelor Unite ale Americii la Jocurile Olimpice de vară din 1984 de la Los Angeles.
În 1985 s-a întors în Atena, fiind de această dată antrenor al echipei Olympiacos C. F. P., cu care a câștigat titlul de campioană în 1987. De asemenea, el a antrenat-o pe FC Aris în perioada 1987–1990 și Levadiakos între 1991 și 1992. El a revenit ca antrenor principal al naționalei Greciei în 1992 și a condus echipa la prima sa apariție la un Campionat Mondial, cel din 1994. Deși era foarte popular printre fanii greci la acea vreme, a fost găsit vinovat pentru jocul slab prestat de echipă la Campionatul Mondial. A mai antrenat-o pe Iraklis FC în 1997 și Aris Salonic FC între anii 1998 și 1999.

## După retragere
După retragerea din cariera de antrenor, Panagoulias a devenit președintele echipei Aris Salonic FC în 2002. În timpul Jocurile Olimpice din Atena 2004, el s-a ocupat de stadioanele din Atena pe care s-a jucat turneul olimpic de fotbal. Biografia sa a fost publicată în Grecia în noiembrie 2007.
A fost ales membru al consiliului local al orașului Salonic și a candidat pentru Parlamentul elen și la alegerile Parlamentul European din Grecia din 1993. A fost instructor FIFA.
În 2014, strada de lângă stadionul lui Aris Salonic, Kleanthis Vikelidis, a fost numită după el în urma unei decizii luate de către Consiliul Local al municipiului Salonic.